# Ringinanyar
Ringinanyar is een bestuurslaag in het regentschap Blitar van de provincie Oost-Java, Indonesië. Ringinanyar telt 2375 inwoners (volkstelling 2010).